# Вьюдес, Табаре
Таба́ре Уругва́й Вью́дес Мо́ра (исп. Tabaré Uruguay Viudez Mora; 8 сентября 1989, Монтевидео) — уругвайский футболист, вингер и нападающий.

## Биография
Табаре Вьюдес начал свою карьеру в клубе «Дефенсор Спортинг», свой первый матч за основной состав он провёл 28 марта 2007 года в кубке Либертадорес против «Депортиво Пасто», а 18 августа того же года Вьюдес сыграл свой первый матч в чемпионате Уругвая против «Рампла Хуниорс», в апертуре сезона 2006/07 Вьюдес провёл 10 матчей. А уже в следующем сезоне Вьюдес стал игроком основы «Спортинга», часто выходя на поле в стартовом составе, в том же сезоне он открыл счёт своим мячам в профессиональной карьере, поразив ворота «Серро» на 56-й минуте игры. Сезон 2007/08 «Спортинг» завершил на 1-м месте, став чемпионом Уругвая.
30 июня 2008 года талантливый уругваец, вместе со своим соотечественником Матиасом Кардасио, был приобретён итальянским клубом «Милан», который заплатил за обоих футболистов около 4,5 млн евро, сам футболист не мог скрыть радость от подписания контракта с грандом мирового футбола:

Я не могу в это поверить. Это потрясающий скачок в моей карьере. Я признаюсь, что у меня смешались два чувства — нервозность и радость. Это — огромный шаг вперёд для меня.

9 августа в товарищеском матче с «Манчестер Сити» Вьюдес дебютировал в футболке россонери. 29 августа 2009 года Табаре расторг контракт с «Миланом» по обоюдному согласию сторон.
В 2011—2012 годах Вьюдес выступал за «Насьональ», затем на протяжении трёх сезонов играл в чемпионате Турции. В 2015 году перешёл в аргентинский «Ривер Плейт», в составе которого в первый же год выиграл Кубок Либертадорес. В 2016 году вернулся в «Насьональ», и сразу же помог клубу выиграть переходный чемпионат Уругвая.
В 2019—2020 годах выступал за парагвайскую «Олимпию».

## Достижения
- Чемпион Уругвая (4): 2007/08, 2010/11, 2011/12, 2016
- Обладатель Кубка Либертадорес: 2015
- Обладатель Кубка банка Суруга: 2015

## Статистика
| Сезон                        | Клуб                         | Чемпионат                    | Чемпионат | Чемпионат | Кубок        | Кубок | Кубок | Международные кубки | Международные кубки | Международные кубки | Всего | Всего |
| Сезон                        | Клуб                         | Лига                         | Игры      | Голы      | Кубок        | Игры  | Голы  | Турнир              | Игры                | Голы                | Игры  | Голы  |
| ---------------------------- | ---------------------------- | ---------------------------- | --------- | --------- | ------------ | ----- | ----- | ------------------- | ------------------- | ------------------- | ----- | ----- |
| 2006/07                      | Дефенсор Спортинг            | Примера                      | 10        | 0         | —            | —     | —     | Кубок Либертадорес  | 2                   | 0                   | 12    | 0     |
| 2007/08                      | Дефенсор Спортинг            | Примера                      | 25+2      | 3+0       | Копа Артигас | 5     | 2     | ЮА Кубок            | 6                   | 0                   | 38    | 5     |
| Всего за «Дефенсор Спортинг» | Всего за «Дефенсор Спортинг» | Всего за «Дефенсор Спортинг» | 35+2      | 3+0       |              | 5     | 2     |                     | 8                   | 0                   | 50    | 5     |
| 2008/09                      | Милан                        | Серия A                      | 1         | 0         | Кубок Италии | 0     | 0     | Кубок УЕФА          | 0                   | 0                   | 1     | 0     |
| Всего                        | Всего                        | Всего                        | 35+2      | 3+0       |              | 5     | 2     |                     | 8                   | 0                   | 50    | 5     |